# Parque Quase-Nacional Ōnuma
O Parque Quase-Nacional Ōnuma é um parque quase-nacional localizado na prefeitura japonesa de Hokkaido. Estabelecido em 1 de julho de 1958, tem uma área de 9 083 hectares.